# Oeneis vanda
Oeneis vanda är en fjärilsart som beskrevs av Jules Leon Austaut 1900. Oeneis vanda ingår i släktet Oeneis och familjen praktfjärilar. Inga underarter finns listade i Catalogue of Life.